# Амалга (Јута)
Амалга (енгл. Amalga) град је у америчкој савезној држави Јута.

## Демографија
По попису из 2010. године број становника је 488, што је 61 (14,3%) становника више него 2000. године.
| Група             | 2000.       | 2010.       |
| Белци             | 382 (89,5%) | 417 (85,5%) |
| Афроамериканци    | 0 (0,0%)    | 0 (0,0%)    |
| Азијати           | 2 (0,5%)    | 3 (0,6%)    |
| Хиспаноамериканци | 42 (9,8%)   | 52 (10,7%)  |
| Укупно            | 427         | 488         |